# 中国左翼作家連盟

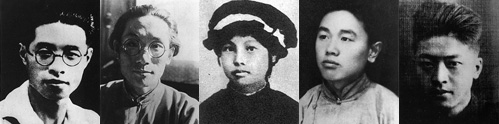
1931年2月7日、中国国民党に殺害された左連五烈士。左から、胡也頻・柔石・馮鏗・殷夫・李偉森。

中国左翼作家連盟（ちゅうごくさよくさっかれんめい、中国語: 中国左翼作家联盟）は、1930年代に活動した文学者団体である。略称左連（されん）。
1930年2月16日、上海にいた文学者たちは左翼作家連盟設立準備会を開催、同年3月2日、上海で、かつて激しい論争をくりひろげていた太陽社や創造社の革命文学者と魯迅との大同団結という形態で成立。創立大会の席上では左連の綱領が定められた。1936年春、内戦停止と抗日戦争を呼びかけ、同年「歴史的役割を終えた」として解散した。
1930年代の中国文学の主流を形成した。
魯迅・瞿秋白・馮雪峯・丁玲らが指導、300人近くの文学者が参加し、東京・北京など各地に支部をもった。